# Volkssocialistische Partij
De Volkssocialistische Partij (Narodno-Sotsialisticheskaya Partiya) was een politieke partij tijdens de laatste jaren van het Russische Keizerrijk.
De Volkssocialistische Partij werd in 1906 opgericht als afsplitsing van de Sociaal-Revolutionaire Partij (SRP). De afsplitsende volkssocialisten waren tegen terroristische aanslagen op hoge ambtenaren door de SRP. De volkssocialisten wilden de landbouwgrond nationaliseren. Dit in tegenstelling tot de SRP die de landbouwgrond wilde socialiseren, wat inhield dat de landbouwgrond het collectieve eigendom van de lokale boerengemeenschappen zou worden. De volkssocialisten wilden schadevergoedingen betalen aan de grootgrondbezitters voor de landonteigening, terwijl de SRP tegen schadevergoedingen was. De volkssocialisten werden geïnspireerd door Alexander Herzen en Nikolaj Michailovski.
In februari 1907 kwamen er 16 volkssocialistische parlementsleden in de Doema. De volkssocialisten werkten veel samen met de troedoviken van Aleksandr Kerenski. De volkssocialist Aleksej Petsjechonov werd in 1917 de minister van landbouw in de Voorlopige Regering van Kerenski. De volkssocialisten waren tegen de bolsjewistische staatsgreep van 1917 en de partij werd opgeheven gedurende de Russische Burgeroorlog.
Soms wordt de Russische naam van de partij foutief vertaald als Nationaalsocialistische Partij. De volkssocialisten hadden Joodse leden en waren voorstanders van democratie.